# کلود آرپی
کلود آرپی (فرانسوی: Claude Arpi‎؛ زادهٔ ۱ ژانویهٔ ۱۹۴۹) روزنامه‌نگار، نویسنده، و تاریخ‌نگار اهل فرانسه است.
او نویسنده چندین کتاب از جمله «سرنوشت تبت» و چندین مقاله در مورد تبت، چین، هند و روابط هند و فرانسه است.
کلود آرپی مدیر غرفه فرهنگی تبت در Auroville است.